# Primera legislatura de la Catalunya autonòmica
La Primera legislatura de la Catalunya autonòmica fou la primera després de la dictadura franquista. La sessió constitutiva se celebrà el 10 d'abril de 1980. Heribert Barrera d'ERC fou elegit President del Parlament. Posteriorment el 24 d'abril, Jordi Pujol de Convergència i Unió fou elegit President de la Generalitat de Catalunya amb 75 vots a favor i 59 en contra.

## Eleccions

Resultat de les eleccions de 1980.

Sis formacions polítiques obtingueren representació parlamentària al parlament de Catalunya en la Primera Legislatura. 
| Candidatures | Candidatures                                                        | Vots 1980 | % Vot 1980 | Parl. 1980 |
| ------------ | ------------------------------------------------------------------- | --------- | ---------- | ---------- |
|              | Convergència i Unió (CiU)                                           | 752.943   | 27,83      | 43         |
|              | Partit dels Socialistes de Catalunya (PSC-PSOE)                     | 606.717   | 22,43      | 33         |
|              | Partit Socialista Unificat de Catalunya (PSUC)                      | 507.753   | 18,77      | 25         |
|              | Centristes de Catalunya-Unió de Centre Democràtic (CC-UCD)          | 286.922   | 10,61      | 18         |
|              | Esquerra Republicana de Catalunya (ERC)                             | 240.871   | 8,90       | 14         |
|              | Partit Socialista d'Andalusia-Partit Andalús de Catalunya (PSA-PAC) | 71.841    | 2,66       | 2          |